# 1420-talet

## Händelser
- 1422 - Yongle-kejsaren flyttar Mingdynastins huvudstad från Nanking till Peking.
- 1429 - Jeanne d'Arc befriar Orléans.

## Födda
- 6 december 1421 – Henrik VI av England, kung av England.
- 3 juli 1423 – Ludvig XI av Frankrike, kung av Frankrike.
- 1426 – Kristian I, kung av Danmark, kung av Norge och kung av Sverige.

## Avlidna
- 31 augusti 1422 – Henrik V av England, kung av England.
- 21 oktober 1422 – Karl VI av Frankrike, kung av Frankrike.